# Austrolimnophila (Austrolimnophila) aspidophora
Austrolimnophila (Austrolimnophila) aspidophora is een tweevleugelige uit de familie steltmuggen (Limoniidae). De soort komt voor in het Afrotropisch gebied.